# Izraelita honfoglalás
Ez a szócikk az izraeliták ókori honfoglalásáról szól a Héber Biblia (Ószövetség) és a régészeti leletek alapján.
A Biblia és a zsidó történelem kutatói nem értenek tökéletesen egyet abban, hogy a honfoglalás pontosan mikor és hogy is történhetett. Egyes kutatók félnomádok túlnyomórészt békés beszivárgásáról beszélnek, míg mások katonai hódításról. Ma már egyes zsidó rabbik sem fogadják el a honfoglalás bibliai narratíváját.
Az egyik elfogadott felfogás szerint a Kr. e. 13. században történt a honfoglalás. Ha ez az időpont a helyes, akkor Izráel vándorlása és honfoglalása csak egy része volt annak a nagy népmozgásnak, amely e század végén folyt egész Elő-Ázsiában, közelebbről Kánaán környékén is. (Valószínűleg valamilyen természeti csapás is szerepet játszhatott ebben.)
Ez idő táján jelentek meg Kánaántól északra és ÉK-re az arámok és alkottak kisebb államokat. Az izraelitákkal közel egy időben az ún. tengeri népek özönlötték el Kis-Ázsiát és a Hettita Birodalom megsemmisítése után dél felé nyomultak a tengerpart mentén. A tengeri népek közé tartoztak a filiszteusok is, akik Palesztina partvidékén telepedtek le és később az izraeliták legerősebb ellenségévé váltak.
A második nézet szerint a honfoglalás (kezdete) a Kr. e. 16. században történt – ahogy az Újszövetség is említi. Erre az időszakra esik Jerikó városfalainak régészetileg igazolt elpusztulása is. Ebben az esetben a mintegy 40 évvel korábbi, az Exodusban leírt egyiptomi tíz csapás egy része is kapcsolatba hozható a thírai vulkánkitöréssel.
A harmadik változat szerint a honfoglalás a Kr. e. 15. században történt.
A palesztinai régészeti kutatók egy részének álláspontja szerint az Ígéret földjének megszerzése Kr. e. 1240 körül kezdődött. E kutatók szerint Józsué, majd a Bírák könyve a Kr. e. 1240 – 1050 közötti történéseket beszéli el, a maga módján.
Több tudós is azt az elméletet vallja, hogy az izraeliták fokozatosan szivárogtak be Kánaán földjére. Mások szerint a letelepedéssel egy időben különböző törzsek hagyták el Egyiptomot és keveredtek az izraelitákkal. Félrevezető tehát, ha azokat az emlékeket, amelyek a kánaánita városok késő bronzkori pusztulását bizonyítják, kizárólag Izráel bevonulásával hozzuk kapcsolatba. A bételi, bét-semesi, hácór stb. ásatások ugyan Kr. e. 13. századi rombolásról tanúskodnak, ám az időpont csak megközelítő pontosságú és a városok sem feltétlenül egy időben pusztultak el.
Ami régészetileg bizonyított, hogy a kánaáni városállamok rendszere a késő bronzkorban, Kr. e. 1200 körül összeomlott, és a kánaáni kultúra fokozatosan beépült a filiszteusok, föníciaiak és izraeliták kultúrájába. A folyamat fokozatos volt, és az egyiptomiak kánaáni erős jelenléte a Kr. e. 12. században is folytatódott, és néhány kánaánita város elpusztult, mások a vaskorban is fennmaradtak.

## Józsué és a Bírák könyve
A honfoglalással foglalkozó Józsué könyve könyve Mózes halála után folytatja Izrael történetét és Kánaán meghódításán át egészen Józsué haláláig jut el.
Az ószövetségi őstörténetek feltételezhetően – vagy legalábbis egy részük – szájhagyomány útján terjedtek, mígnem megkapták jelenleg is ismert, írott formájukat. A Józsué könyve viszonylag gyors hódításról beszél, míg a következő ószövetségi könyv, a Bírák könyve kissé más képet fest a csatározásokról. A két könyv megegyezik viszont abban, hogy egyaránt az Istenbe vetett hit fontosságát hangsúlyozza, hiszen Józsué serege Isten iránti engedelmességének köszönhette sikerét.
Sok történetkritikai egzegéta a Józsué könyvében szereplő katonai honfoglalás képét egy jóval későbbi korszakból származó irodalmi konstrukciónak minősíti. Még a legkorábbi részeit is, amelyek a zsidó honfoglalást beszélik el, valószínűleg Jósiás király uralkodásának késői szakaszában írták (ur.: Kr.e. 640–609); de maga a könyv csak a Kr.e. 6. században készült el, azt követően, hogy Jeruzsálem Kr.e. 586-ban elesett és valószínűleg csak a zsidók babiloni száműzetéséből való visszatérése után.
Az uralkodó tudományos nézet az, hogy Józsué könyve nem tényszerű beszámoló a történelmi eseményekről.  Néhány kivételtől eltekintve (pl. Hácór, Lákis) azok a városok, amelyeket a Biblia társít Józsué harcához, alig vagy egyáltalán nem mutatják, hogy az ő idejében foglalták el őket.:71–72 A régészeti bizonyítékok azt sem mutatják, hogy Jerikó és Ai meg lett szállva vagy elfoglalva a közel-keleti késő bronzkorban.

## A honfoglalás
A honfoglalás, főleg a Biblia alapján, illetve pár helyen a régészeti eredményeket is jelezzük:

### A Jordántól keletre
A Biblia két szakaszra osztva írja le az ígéret földje elfoglalását. Az első a Jordántól keletre eső országrész meghódítása volt, még Mózes életében. Amorita települések voltak itt: Szihón és Óg királyok országai. Erdők és legelők borították ennek a vulkanikus eredetű hegyvidéknek a termékenyebb részét. Itt Manassé törzsének egyik fele, továbbá Rúben és Gád törzse telepedett meg. Várost keveset találtak itt az izraeliták.
A bibliai történet alapján az idős Mózes meghal, eltemetik a Nébó-hegynél, és Józsué lesz az új vezető.

### Átkelés a Jordánon
A Biblia alapján a honfoglalás igazi küzdelmei ezután kezdődnek. A Jordán folyón csodálatos módon, száraz lábbal kelnek át. 
Ezt a történést nem szükséges a korábbi Vörös-tengeri csoda kopírozásának tartani. Újabb kori, 20. századi feljegyzés is van arról, hogy a Jordán kanyargós alsó szakaszánál a meredek löszpart omlásai elő tudnak idézni rövidebb-hosszabb ideig történő elzáródást. A csodákhoz Isten sokszor természeti jelenségeket használ fel, s a csoda az, hogy e jelenségek éppen akkor következnek be, amikor nagy szükség van rájuk.

### Jerikó
A folyón való átkelés után ott állnak Jerikó városánál, Kánaán kapujában.
Jerikónak, az ősrégi városnak az elfoglalását úgy írja le Józsué könyve, hogy annak városfalai maguktól omlottak le az izraeliták előtt, amit egyes mai magyarázók egy földrengéssel próbálnak összekapcsolni. Ami több, az ásatások során meg is találták a hajdani városfal egy részét, kifelé dőlve, amelyet tehát nem ostromgépek zúztak be. A romok közt talált kerámia és egyéb tárgyi emlékek alapján azonban azt feltételezik, hogy ez a várfal már Kr. e. 1550 táján elpusztult, s azóta a város nem is épült teljesen újjá. Az izraeliták feltételezett 1200-as évekbeli honfoglalása idején azonban Jerikó helyén már csak egy kisebb település lehetett, ez alapján a városfalak leomlásának emléke bizonytalan módon kapcsolódott hozzá.
Józsué könyve 6:20-21 alapján Jerikó eleste – még ha természetes okok révén történt is (pl. földrengés) – Istennek tulajdonítható. 
A várost szent háborúban (chérem = Istennek szentelt; átok) foglalják el, ezért – Ráháb és családja kivételével – élőt, élettelent, mindent megsemmisítenek benne.

### Aj (Ai)
Józsué könyve alapján Jerikó után tovább vonul a nép nyugat felé Aj (Ai) városa ellen.
Aj neve nem valóságos városnév, jelentése: romhalom. Az itteni feltárások alapján az derült ki, hogy Kr. e. 3300 és 2400 között valóban egy virágzó nagy város volt, de utána elpusztult jóval Józsué előtt. Feltehető hogy itt is csak egy kisebb település állt az állítólagos zsidó honfoglalás idején.
A Biblia alapján Aj férfiai a város elfoglalására küldött 3000 izraeli katonát először megfutamítják. Isten nem segítette meg őket, mert nem mindegyikőjük engedelmeskedett korábbi parancsának. A második támadáskor kicsalják Aj harcosait a megerősített városból és tőrbe csalják őket, majd elfoglalják a várost és minden lakójával együtt elpusztítják.
Aj városának elfoglalása után Józsué és népe oltárt épít és áldozatot mutat be Istennek. A Garizim-hegyről hangzanak el az áldások a zsidó népre, míg vele szemközti Ebál-csúcsáról az átkok – ha a nép nem követi Jahve parancsolatait.

### A gibeoniták
A Biblia alapján a gibeoniták mikor meghallják, hogy milyen sikereik voltak eddig az izraelitáknak, cselhez folyamodnak. Azzal az ürüggyel, hogy Kánaántól messzi országból jöttek, szövetségre lépnek Józsuéval, "hogy hagyja őket életben". Amikor végül a csalás kiderül, az izraeliták tiszteletben tartják a szövetséget, de egyfajta rabszolgákká teszik őket.

### Bétel
Bételt a Bírák könyve 1:22 említi, hogy József leszármazottai elfoglalják, amelyről azt mondják, hogy korábban Lúznak hívták.
Az itt talált régészeti emlékek azt bizonyítják, hogy a kései bronzkorban (Kr. e. 14-13. század) virágzó kánaáni város volt itt, jól megépített, téglapadlóval, csatornázással ellátott házakban jómódú emberek éltek. A késő bronzkori Bétel valamikor a Kr.e 13. század végén vagy a 12. század elején elpusztult.:235 A jólétnek hirtelen egy erőszakos pusztítás vetett véget; a porrá égetett város romjait helyenként másfél méteres hamuréteg borította el. Az e fölé épült új város, meglehetősen primitíven épített házaival, egyszerű használati tárgyaival egy új népcsoport letelepedését jelzi, melynek kultúrája sokkal szegényesebb volt, mint az elődöké. Talán ez az új népcsoport volt a honfoglaló Izráel.

### Dél-Kánaán
A Biblia alapján a gyors zsidó előrenyomulástól megrémülve a Kánaán kis királyságai szövetségben egyesülnek. Józsué könyve 10. része beszéli el, hogy Dél-Kánaán öt városának királyai hogyan szövetkeznek: Jeruzsálem, Hebron, Jarmut, Lákis és Eglón. Egyesített csapataikat azonban Józsué leveri. A csata végkimenetelét két mozzanat segíti: Isten természetfeletti csodái. Hatalmas jégeső hull az égből, amely az ellenségből többet megöl, mint az izraeliták, majd a nap megáll az ég közepén és nem nyugszik le jó ideig.
Ami a városokat illeti, Jeruzsálem (Jebúsz) még igen hosszú ideig bevehetetlen város marad - egészen Dávid király idejéig. 
Más városok is maradtak kánaánita kézen (Gézer, Bét Semes, Bét-Seán, Megiddó, Akkó  stb.) amelyeket a letelepedés során nem sikerült meghódítani – csak később került rá sor – és a kánaánitákat meg kellett tűrniük maguk között az új honfoglalóknak.
A Józsué könyvében leírt honfoglalási harcok tulajdonképpen csak néhány város elfoglalását beszélik el. Nincs beszámoló a Kánaán középső részének meghódításáról.

### Észak-Kánaán

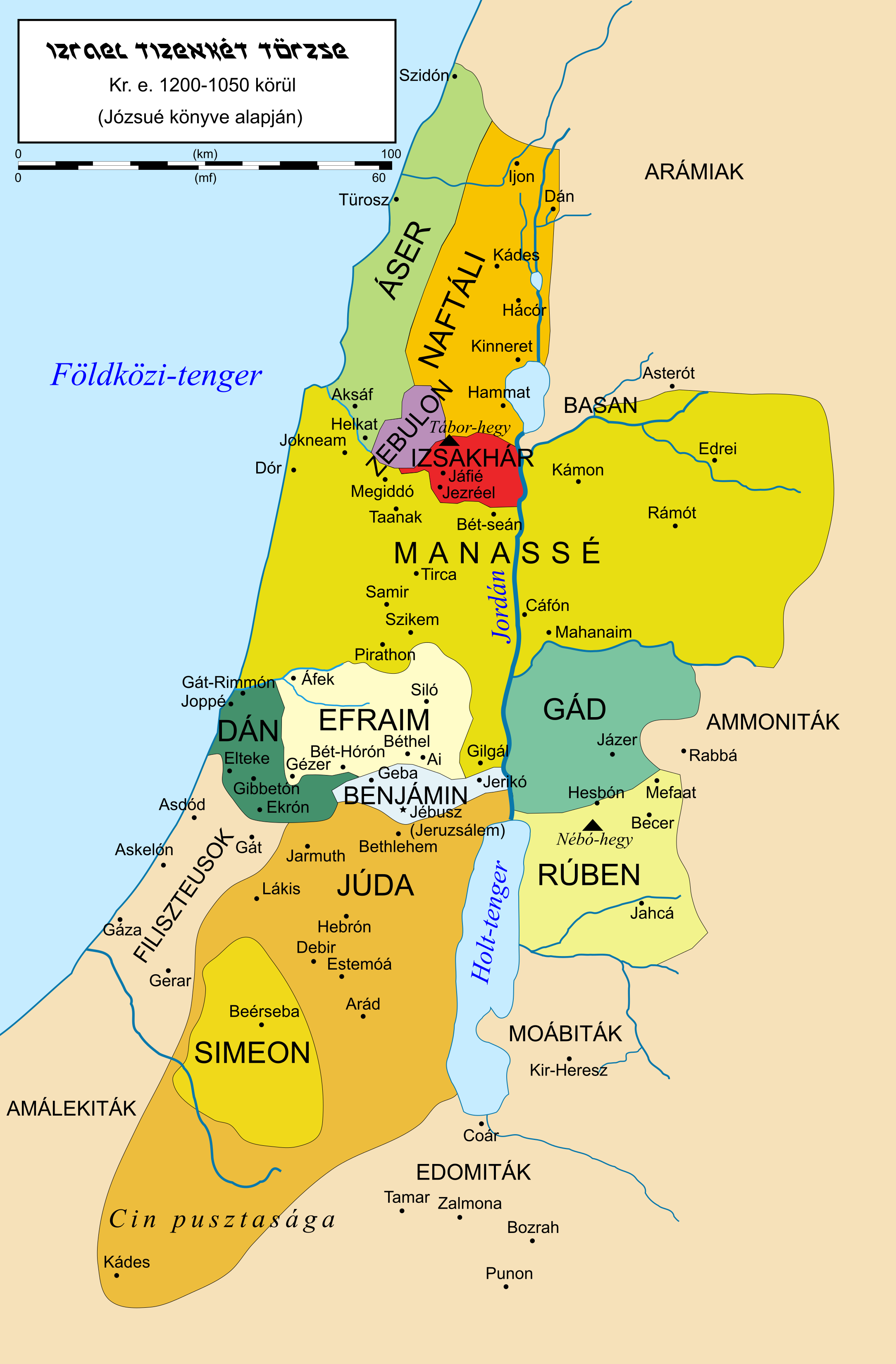
A 12 izraelita törzs letelepedésének elhelyezkedése, Józsué könyve alapján (mielőtt Dán törzse É-ra került)

Józsué könyve 11. részében leírja, hogy az észak-kánaáni városkirályok is szövetkeznek Izrael ellen.
Hácór (Hazor) a galileai hegyvidék keleti peremén, Kineret-tótól kb. 15 km-re feküdt. Ebben az időben itt Hácór volt a legnagyobb város, amelyet még a hükszoszok építettek ki egyik védőváruknak. A város mostani befolyása egészen a Meggidói-síkságig terjedt.
Hácórt az izraeliták legyőzik, a várost tűzzel égetik fel és a szövetséges városokat ugyancsak elpusztítják.
A régészeti feltárások alapján ez a hatalmas város, amely becslések szerint 40 000 lakost is magába fogadhatott, a nyomokból láthatóan a Kr. e. 13. század végén teljesen elpusztították. Egyik részét, az. ún. alsóvárost soha nem is építették újjá, a felsővárost is csak kisebb és szerényebb igényű nép szállta meg: Béthelhez hasonlóan a jól megépített, magasabb kultúrával berendezett házak helyébe itt is rendszertelenül, sokkal egyszerűbben épített házak kerültek. Jóval később, csak Salamon király idejében lett ismét jelentősebb város Hácór.

### Kánaán felosztása
Kánaán meghódítása után Józsué sorsvetés útján felosztja a területet a 12 törzs között - még azokat a területeket is, amelyeket nem hódítottak meg, sőt - a bűneik miatt - sohasem kerültek az izraeliták kezébe.
A léviták (Lévi törzse, a papi nemzedék) számára a törzsek között szétszórva 48 várost jelölnek ki tartózkodási helyül, a szükséges legelőterülettel együtt. Simeon törzse Kánaán déli részén telepedett le, de később beleolvadt Júda törzsébe.

(Talán szerepet játszott ezekben Jákob próféciája is.) 

Továbbá menedékvárosokat is kijelölnek a nem szándékos gyilkosok számára. (Így bosszúból nem ölhette meg a rokonság.)
Júda Kánaán déli részén kap örökséget, a kicsi Benjámin törzse Jeruzsálem (Jebúsz) környékén, Efraim Kánaán közepén. Tőle északra Manassé törzsének fele. Izsakhár, Áser, Naftáli és Zebulon törzsei a távoli északra kerülnek (Galilea és környéke vidékére). Dán törzse sokáig bolyong, végül ők is északon telepednek le.
Rúben és Gád törzse, valamint Manassé (Manassze) fél törzsének hadviselő férfiai - akik idáig követték Józsué seregét - most visszatérnek a Jordánon túli örökségükhöz.

### A honfoglalás után
Gilgál után Siló lesz a vallási központ. Itt helyezték el a szent sátort a szövetség ládájával (frigyláda) együtt. Szikem pedig az országos gyűlés helye lett.
A honfoglalást elbeszélő ótestamentumi könyv Józsué búcsúbeszédével, a néphez intézett intelmeivel, buzdításaival és halálával zárul.
Feltehetőleg a síkságra érkező izraeliták telepedtek meg elsőként. A hegyvidéket lényegesen nehezebben lehetett megművelni, hiszen ehhez teraszok és víztározók kialakítására volt szükség. A hegyvidéki települések többsége emiatt jó ideig apró, védtelen falu maradt csupán.
A politikai és gazdasági berendezést a Biblia nemigen tárgyalja, de véletlenszerű részletekből és a hasonló társadalmak tanulmányozásából következtethetünk az akkori állapotokra. Úgy tűnik, a mezőgazdaságból élő falvakat általában egy nagyobb, megerősített város uralta. Ezt a "város és az összes alá tartozó helység" bibliai kifejezés is megerősíti. Az izraelita városokat általában erős falak és kapuk védték. A falvak népe gabonáért és egyéb terményekért cserébe háború idején a megerősített városok védelmét élvezhették.